# Sphaenorhynchus carneus
Espèce
Synonymes
- Hylella carnea Cope, 1868
- Sphoenohyla habra Goin, 1957

Statut de conservation UICN

 LC  : Préoccupation mineure
Sphaenorhynchus carneus est une espèce d'amphibiens de la famille des Hylidae.

## Répartition
Cette espèce se rencontre de 50 à 140 m d'altitude dans le haut bassin de l'Amazone au Pérou, en Équateur, dans le sud de la Colombie et au Brésil,.

## Publications originales
- Cope, 1868 : An examination of the Reptilia and Batrachia obtained by the Orton Expedition to Equador and the Upper Amazon, with notes on other species. Proceedings of the Academy of Natural Sciences of Philadelphia, vol. 20, p. 96-140 (texte intégral).
- Goin, 1957 : Status of the frog genus Sphoenohyla with a synopsis of the species. Caldasia, vol. 8, no 36, p. 11-31 (texte intégral).